# Голубев, Дмитрий Вадимович
Дми́трий Вади́мович Го́лубев (род. 1 марта 1992, Тоцкое, Оренбургская область, Россия) — российский футболист, защитник.

## Карьера

### Клубная
С 2009 года выступал за тольяттинскую «Академию». В ноябре 2011 года было объявлено о том, что контракт с Голубевым заключили «Крылья Советов». 16 июня 2013 года перешёл в «Мордовию» на правах аренды, за которую провёл единственный матч 23 июля против «Енисея» (3:0). В 2014 году был арендован «Енисеем», но за команду из Красноярска не сыграл ни одного матча. В 2015 году выступал за «Зенит-Ижевск». В дебютном матче 24 апреля против кировского «Динамо» (2:1) сумел отличиться забитым мячом, который оказался победным. Сезон 2015/16 провёл в клубе «Волга-Олимпиец». 26 июня 2016 года было объявлено о подписании контракта с клубом «Луч-Энергия».

### В сборной
Выступал за все юношеские сборные России, а также за молодёжную сборную, в составе которой стал обладателем Кубка Содружества. 23 июня 2013 года был включён в окончательный список студенческой сборной России для участия во Всемирной Универсиаде в Казани.

## Достижения
- Обладатель Кубка Содружества: 2013
- Серебряный призёр зоны «Урал-Поволжье» Второго дивизиона: 2014/15
- Бронзовый призёр зоны «Урал-Поволжье» Второго дивизиона: 2015/16